# Tommy Kingsnorth
Thomas Henry Kingsnorth (16 tháng 4 năm 1917 - 2 tháng 2 năm 1992) là một cầu thủ bóng đá người Anh. Ông thi đấu chuyên nghiệp cho Gillingham từ năm 1946 đến năm 1951, và tổng cộng có 28 lần ra sân ở Football League.